# 蘭芝
蘭芝（韩语：라네즈，Laneige）是韩国愛茉莉太平洋公司于1994年推出的一个化妆品品牌。它的名字来自于法语（la neige），意思是雪。该品牌的旗舰产品有水岸护肤系列、Waterbank晚安面膜、NEO 氣垫粉底和双色口紅。